# Lãn Ông Huệ Cần
Thiền sư Lãn Ông Huệ Cần (kr: 나옹혜근 Naong Hyegeun, zh: 懶翁慧勤; 1320–1376), Thiền sư Triều Tiên nổi tiếng, tông Lâm Tế. Sư được tôn kính là một trong tam đại hòa thượng tài đức dưới triều đại Joseon, hai người còn lại là Thiền sư Bạch Vân Cảnh Nhàn và Thái Cổ Phổ Ngu. Cuộc đời hoằng pháp của sư nổi bật qua việc truyền bá Tông Lâm Tế và chấn hưng Phật giáo tại Triều Tiên lúc bấy giờ trong vai trò Quốc sư.

## Tiểu sử
Sư sống vào thời kỳ có nhiều quan điểm phủ nhận Phật giáo do những hiện tượng suy đồi. Năm 20 tuổi, sư gặp một biến cố lớn trong cuộc đời là người bạn thân nhất của sư qua đời, sư đau khổ và hỏi người khác rằng mọi người sẽ đi đâu sau khi chết nhưng không ai trả lời được. Sau đó sư đến núi Công Đức (kr: Gongdeoksan) và xuất gia với Hòa thượng Yoyeon.
Sư từng đi hành cước đến tại nhiều ngôi chùa nổi tiếng trong nước và siêng năng khổ hạnh tu tập. Đến năm 1344 (năm thứ 5 triều đại vua Chunghye), sư đạt sự khai ngộ đầu tiên tại chùa Hoeam-sa, núi Cheonbosan, tỉnh Yangju.
Thế kỷ 14, dưới triều đại Goryeo là đỉnh cao của cuộc khủng hoảng về chính trị, nhờ sự can thiệp của nhà Nguyên trong công việc nội bộ của họ cũng như sự thay đổi triều đại trên lục địa khi nhà Nguyên bị thâu tóm bởi nhà Minh, và xã hội, do sự xâm nhập thường xuyên của quân Khăn Đỏ và cướp biển Nhật Bản đã gây ra sự rối loạn quá mức. Hơn nữa, với sự gia tăng của phe phái Nho giáo đã mang lại sự tăng cường chỉ trích nhắm vào Phật giáo, điều kiện thuận lợi cho sự tồn tại của Phật giáo bắt đầu thu hẹp. Cố gắng vượt qua cuộc khủng hoảng này, nhiều vị Thiền sư đã cố gắng truyền bá Tông Lâm Tế dưới thời nhà Nguyên vào Triều Tiên.
Năm 1347, sư hành cước sang Trung Quốc và tham học với vị đại sư người Ấn Độ hiệu Chỉ Không (Shih-k'ung 指空) tại Pháp Nguyên Tự (Fayuan-si) trong 2 năm. Thiền sư Chỉ Không được biết đến là đời pháp thứ 108 tính từ sơ tổ Thiền tông là tôn giả Ma Ha Ca Diếp. Sau thời gian tham học với Chỉ Không, sư đến chùa Tịnh Từ (Jingci-si) và tham Thiền với Thiền sư Bình Sơn Sử Lâm (平山處林; Pingshan Chulin, 1279 – 1361) và được vị này ấn khả chứng minh, truyền pháp Lâm Tế Tông và trao cho sư một cây Phất tử để biểu thị sự truyền pháp. Vào tháng 5 năm 1351, sư cũng nhận được sự truyền pháp từ Thiền sư Chỉ Không cùng với một tấm y ca sa, một cây phất tử và một lá thư viết bằng tiếng Phạn. Như vậy, sư đã nhận sự truyền pháp từ hai truyền thống Thiền Lâm Tế Trung Quốc và Thiền tông Ấn Độ.
Năm 1355, dưới triều đại của Vua Nguyên Huệ Tông, sư đến cư trú tại Quảng Tế Tự (Guangji-si) và thuyết pháp tại đây. Sư được thái tử nhà Nguyên kính trọng và ban tặng chiếc cà sa vàng cùng với một cây phất tử làm bằng ngà voi.
Năm 1358, sư trở lại Triều Tiên và đến hoằng pháp tại nhiều nơi và trú trì tại nhiều ngôi chùa. Đến năm 1361, theo lệnh của Cung Mẫn Vương (gongmin), sư đến hoằng pháp tại các chùa như: Singwang-sa, Cheongpyeong-sa và Hoeam-sa. Và cũng tại thời điểm này, sư chủ trì Đại hội Nghiên cứu về Thiền học. Các kỳ khảo hạch cho các tăng ni-được coi là điều kiện tiên quyết để được thọ giới luật, đã phải chịu đựng sự trì trệ do nhiều cuộc cãi vã sau triều đại của vua Gojong. Tuy nhiên, dưới triều đại của vua Gongmin, dưới sự chủ trì của sư, truyền thống Nghiên cứu và Thực hành Thiền một lần nữa được thiết lập lại. Điều này có một ý nghĩa đặc biệt quan trọng góp phần khơi dậy bầu không khí của Phật giáo và kích thích tinh thần tu tập của tăng sĩ.
Năm 1371, sư được vua ban danh hiệu Quốc sư Huệ Chiếu và đến trụ trì tại Tùng Quảng tự (Songgwang-sa)- tổ đình nổi tiếng của Tông Tào Khê. Và sau đó đến trụ trì tại chùa Hoeam-sa, qua những nỗ lực khôi phục Phật giáo của mình, sư đã truyền bá và phổ cập các giáo lý Phật giáo đến quần chúng và thu hút sự tham học, tu tập từ nhiều tăng ni, cư sĩ khắp cả nước.
Ngày 15 tháng 5 năm 1376, sư thị tịch tại Thần Khê Tự (Silleuk-sa) ở Yeoju, hưởng thọ 56 tuổi, hạ lạp 37 năm. Trong số 2000 đệ tử của sư, nổi bật nhất là Thiền sư Huyễn Am Hỗn Tu (Hwanam Honsu, 1320-1392) và Vô Học (Muhak Jacho, 1327-1425), những vị Thiền sư sau này được biết đến với những đóng góp to lớn cho nền tảng Phật giáo của triều đại Joseon.

## Tác phẩm
Những tác phẩm Thiền học còn tồn tại của Thiền sư Lãn Ông Huệ Cần có tựa đề Pháp Ngữ của Thiền sư Lãn Ông (Sayings of Master Naong) và một tác phẩm khác là Những bài ca của Hòa Thượng Lãn Ông (Odes of Monk Naong). Hơn thế nữa, tại ngôi chùa nơi sư từng trụ trì vẫn còn lưu giữ khá nhiều tác phẩm khác của sư.
Năm 1361, tập Pháp Ngữ của Thiền sư Lãn Ông- bộ sưu tập hơn 61 kiệt tác văn học- chứa đựng những điều tinh yếu về Thiền học, bình giảng công án Thiền, thư đáp và hướng dẫn thực hành Thiền, được đệ tử của sư là Thiền sư Huyễn Am biên soạn và xuất bản.
Một số lời pháp ngữ của Thiền sư Lãn Ông trong tập Pháp ngữ của Thiền sư Lãn Ông:
Những ai đang tìm kiếm danh tiếng và tình yêu, lợi nhuận. Lòng tham của bạn sẽ không bao giờ thỏa mãn được, vô ích, đầu bạn đã chuyển sang màu xám. Danh tiếng và thuận lợi là những cánh cổng đầy lửa, từ thời xa xưa, có bao nhiêu ngàn người đã chết trong ngọn lửa này?— Thiền sư Lãn Ông Huệ Cần, Gyeongse-Sayings of Master Naong

Tu tập trên tinh thần chính niệm của Phật, nỗ lực hết mình, từ bỏ dục vọng, huyễn ảo bản thân và đi đến con đường Niết Bàn.— Thiền sư Lãn Ông Huệ Cần, Sijeyeombul-in -Sayings of Master Naong